# Юго-восточный помо
Юго-восточный помо (Elem Pomo, Lower Lake Pomo, Southeastern Pomo) - мёртвый индейский язык, на котором раньше говорил народ помо, проживающий на восточных берегах озера Клир штата Калифорния в США. Последний говорящий на языке умер в 1990-х годах. В настоящее время народ говорит на английском языке.